# Michiel Schapers
Michiel Schapers (* 11. Oktober 1959 in Rotterdam) ist ein ehemaliger niederländischer Tennisspieler.

## Leben
Schapers wurde 1982 Tennisprofi und gewann im darauf folgenden Jahr das Challenger-Turnier von Nairobi. 1985 errang er an der Seite von Alex Antonitsch seinen ersten Doppeltitel auf der ATP World Tour. Insgesamt konnte er im Lauf seiner Karriere drei Doppeltitel erringen. Er erreichte vier Mal das Einzelfinale eines ATP-Turniers, konnte jedoch nie einen Einzeltitel erringen. Seine höchste Notierung in der Tennis-Weltrangliste erreichte er 1988 mit Position 25 im Einzel sowie 1991 mit Position 37 im Doppel.
Sein bestes Einzelergebnis bei einem Grand-Slam-Turnier war das zweimalige Erreichen des Viertelfinales bei den Australian Open, wobei er Siege über Boris Becker und Yannick Noah feierte. In der Doppelkonkurrenz stieß er 1986 ins Viertelfinale der French Open vor. 1988 stand er an der Seite von Brenda Schultz-McCarthy im Mixed-Finale der French Open, sie unterlagen Lori McNeil und Jorge Lozano in zwei Sätzen.
Schapers spielte zwischen 1982 und 1990 24 Einzel- sowie 12 Doppelpartien für die niederländische Davis-Cup-Mannschaft. Sein größter Erfolg mit der Mannschaft war die Teilnahme an der ersten Runde der Weltgruppe 1990 gegen Deutschland. Bei der 2:3-Niederlage verlor er sein Einzel gegen Carl-Uwe Steeb sowie an der Seite von Tom Nijssen auch das Doppel gegen Eric Jelen und Michael Stich. Sein letztes Einzel gegen Jelen konnte er gewinnen. Bei den Olympischen Sommerspielen 1988 trat er für die Niederlande an. Er drang bis ins Viertelfinale vor, in dem er dem späteren Goldmedaillisten Miloslav Mečíř unterlegen war.
Bereits vor dem Ende seiner Profikarriere betreute er als Trainer Daniel Vacek und Alex Rădulescu, ab 1993 war er Vollzeit-Trainer von Vacek. Zwischen 1998 und 2000 war er Teamchef der niederländischen Davis-Cup-Mannschaft.

## Erfolge
| Legende                       |
| Grand Slam                    |
| Tennis Masters Cup            |
| ATP Masters Series            |
| ATP International Series Gold |
| ATP International Series (3)  |
| ATP Challenger Series (8)     |

### Einzel

#### Turniersiege
| Nr. | Datum            | Turnier  | Belag       | Finalgegner     | Ergebnis      |
| --- | ---------------- | -------- | ----------- | --------------- | ------------- |
| 1.  | 7. Februar 1983  | Nairobi  | Sand        | John Austin     | 6:3, 6:4      |
| 2.  | 4. November 1991 | Helsinki | Teppich (i) | Alex Antonitsch | 7:6, 4:6, 7:5 |

#### Finalteilnahmen
| Nr. | Datum            | Turnier  | Belag     | Finalgegner       | Ergebnis      |
| --- | ---------------- | -------- | --------- | ----------------- | ------------- |
| 1.  | 5. Januar 1987   | Auckland | Hartplatz | Miloslav Mečíř    | 2:6, 3:6, 4:6 |
| 2.  | 22. Februar 1988 | Metz     | Teppich   | Jonas Svensson    | 2:6, 4:6      |
| 3.  | 27. Februar 1989 | Nancy    | Hartplatz | Guy Forget        | 3:6, 6:7      |
| 4.  | 10. Juni 1991    | Rosmalen | Rasen     | Christian Saceanu | 1:6, 6:3, 5:7 |

### Doppel

#### Turniersiege

##### ATP Tour
| Nr. | Datum            | Turnier  | Belag     | Partner         | Finalgegner                   | Ergebnis      |
| --- | ---------------- | -------- | --------- | --------------- | ----------------------------- | ------------- |
| 1.  | 21. Oktober 1985 | Köln     | Sand      | Alex Antonitsch | Jan Gunnarsson Peter Lundgren | 6:4, 7:5      |
| 2.  | 12. Oktober 1987 | Toulouse | Teppich   | Wojciech Fibak  | Kelly Jones Patrik Kühnen     | 6:2, 6:4      |
| 3.  | 7. Oktober 1991  | Tel Aviv | Hartplatz | David Rikl      | Javier Frana Leonardo Lavalle | 6:2, 6:7, 6:3 |

##### Challenger Tour
| Nr. | Datum             | Turnier      | Belag       | Partner          | Finalgegner                       | Ergebnis      |
| --- | ----------------- | ------------ | ----------- | ---------------- | --------------------------------- | ------------- |
| 1.  | 16. November 1987 | Valkenswaard | Teppich (i) | Huub van Boeckel | Peter Carter Leif Shiras          | 3:6, 6:3, 6:2 |
| 2.  | 11. Juli 1988     | Porto        | Sand        | Huub van Boeckel | Andrei Olchowski Alexander Swerew | 6:3, 3:6, 7:6 |
| 3.  | 12. November 1990 | Den Haag     | Teppich (i) | Jan Siemerink    | Alexander Mronz Andrei Olchowski  | 6:3, 7:5      |
| 4.  | 26. November 1990 | Bossonnens   | Hartplatz   | Roger Smith      | Henrik Holm Nils Holm             | 6:2, 7:6      |
| 5.  | 8. Juli 1991      | Bristol      | Rasen       | Nduka Odizor     | Paul Hand Branislav Stankovič     | 4:6, 7:5, 7:6 |
| 6.  | 26. Juli 1993     | Posen        | Sand        | Daniel Vacek     | Cristian Brandi Federico Mordegan | 6:7, 6:4, 7:6 |

#### Finalteilnahmen
| Nr. | Datum             | Turnier    | Belag     | Partner            | Finalgegner                    | Ergebnis      |
| --- | ----------------- | ---------- | --------- | ------------------ | ------------------------------ | ------------- |
| 1.  | 22. April 1985    | Marbella   | Sand      | Loïc Courteau      | Andrés Gómez Cássio Motta      | 1:6, 1:6      |
| 2.  | 10. März 1986     | Metz       | Teppich   | Francisco González | Wojciech Fibak Guy Forget      | 6:2, 2:6, 4:6 |
| 3.  | 1. Oktober 1990   | Toulouse   | Hartplatz | Michael Mortensen  | Neil Broad Gary Muller         | 6:7, 4:6      |
| 4.  | 1. Oktober 1990   | Adelaide   | Hartplatz | Alexander Mronz    | Andrew Castle Nduka Odizor     | 6:7, 2:6      |
| 5.  | 11. Februar 1991  | Brüssel    | Teppich   | Libor Pimek        | Todd Woodbridge Mark Woodforde | 3:6, 0:6      |
| 6.  | 30. Dezember 1991 | Wellington | Hartplatz | Daniel Vacek       | Jared Palmer Jonathan Stark    | 3:6, 3:6      |